# Minacantalucio
minacantalucio (также известен как Mina canta Lucio) — студийный альбом итальянской певицы Мины, выпущенный в октябре 1975 года лейблом PDU и распространяемый EMI Italiana.

## Об альбоме
Название альбома переводится с итальянского как «Мина поёт Лучо» и отражает тот факт, что все песни альбома написаны Лучо Баттисти (совместно с Моголом). Большинство из них он же и исполнил, исключение составляет лишь композиция «L’aquila», которую изначально спел Бруно Лауци. Аранжировщиком и дирижёром выступил Габриэль Яред.
Изначально распространялся как двойной альбом вместе с La Mina, а в качестве обложки был использован большой плакат с изображением Мины, нарисованный Пьеро Кридой и вдохновлённый работами Максфилда Пэрриша. Впоследствии они продавались по отдельности. Фотография на обложке minacantalucio была сделана на вилле д’Эсте в Тиволи во время съёмок рекламного ролика лимонада «Тассони» для «Карусели».
В еженедельном хит-параде альбомов, как сольно, так и в паре с La Mina, он занял третье место (по данным американского журнала Cash Box — первое), в годовом рейтинге пластинка попала на пятое место.

## Отзывы критиков
Клаудио Милано из OndaRock высоко оценил альбом, особенно отметив его сложные, новаторские и уникальные аранжировки, которые гармонично сочетаются с голосом, не допускающим никаких компромиссов. Он также заявил, что этот альбом — «жемчужина» и лучшая дань уважения Баттисти.

## Список композиций
Все тексты написаны Моголом, вся музыка написана Лучо Баттисти.
| №                   | Название                | Длительность |
| ------------------- | ----------------------- | ------------ |
| 1.                  | «I giardini di marzo»   | 6:04         |
| 2.                  | «Il nostro caro angelo» | 4:08         |
| 3.                  | «Dieci ragazzi»         | 2:36         |
| 4.                  | «Innocenti evasioni»    | 3:24         |
| 5.                  | «7 e 40»                | 3:35         |
| Общая длительность: | Общая длительность:     | 19:47        |

| №                   | Название                    | Длительность |
| ------------------- | --------------------------- | ------------ |
| 1.                  | «Emozioni»                  | 4:35         |
| 2.                  | «Fiori rosa fiori di pesco» | 3:04         |
| 3.                  | «29 settembre»              | 3:34         |
| 4.                  | «L’aquila»                  | 4:30         |
| 5.                  | «Non è Francesca»           | 3:34         |
| Общая длительность: | Общая длительность:         | 19:17        |

## Участники записи
- Мина — вокал
- Габриэль Яред — аранжировка, дирижёр
- Нуччо Ринальдис[итал.] — звукорежиссёр
- Мауро Баллетти — фото
- Лучано Талларини — оформление

Данные взяты из примечаний к альбому.

## Чарты
| Чарт (1976)              | Высшая позиция | Недель в чарте |
| ------------------------ | -------------- | -------------- |
| Италия (Musica e dischi) | 3              | 10             |

| Чарт (1976)              | Высшая позиция | Недель в чарте |
| ------------------------ | -------------- | -------------- |
| Италия (Billboard)       | 3              | н/д            |
| Италия (Cash Box)        | 1              | н/д            |
| Италия (Musica e dischi) | 3              | 26             |

| Чарт (1976)                   | Позиция |
| ----------------------------- | ------- |
| Италия (TV Sorrisi e Canzoni) | 5       |